# Grüne Welle
Grüne Welle (tyska för "den gröna vågen") är en italiensk radiostation som sänder i Bolzano med program på tyska. Den spelar mycket schlagerlåtar. Bolzano ligger i norra Italien där det finns en tyskspråkig befolkning.